# Imagine Entertainment
Imagine Entertainment (бившо име Imagine Films Entertainment), или просто Imagine, е американска филмова и телевизионна продуцентска компания, основана през ноември 1985 г. от продуцента Брайън Грейзър и режисьора Рон Хауърд, който се запознават през 1982 г. по време на филма „Нощна смяна“, които са съответно режисьор и ко-продуцент.